# Ромни (Амурська область)
Ромни — село в Амурській області, адміністративний центр Ромненського району. Розташоване за 37 км від залізничної станції Поздєєвка (на лінії Білогірськ — Завита). 
Також є адміністративним центром Ромненського сільського поселення. 
Засноване 1907 року переселенцями з Роменського повіту Полтавської губернії. 

## Населення
| 1989 | 2002 | 2010 |
| ---- | ---- | ---- |
| 4712 | 3549 | 3084 |